# Horichni Plavni
Pour les articles homonymes, voir Komsomolsk.
Horichni Plavni (en ukrainien : Горішні Плавні) est une ville de l'oblast de Poltava, en Ukraine. Sa population s'élevait à 51 730 habitants en 2013.

## Géographie
Horichni Plavni est bâtie sur la rive gauche (nord) du réservoir de Kamianske sur le Dniepr, à l'est de l'embouchure de la rivière Psel. Horichni Plavni est située à 17 km (19 km par la route) au sud-est de Krementchouk, dont elle est séparée par la Psel, et à 93 km (109 km par la route) au sud-ouest de Poltava.

## Histoire
Komsomolsk est fondée le 29 janvier 1960 et reçoit le nom de l'organisation de la jeunesse communiste soviétique, Komsomol. Elle se développe surtout à partir des années 1970, en raison de la mise en exploitation des gisements de minerai de fer des environs. Komsomolsk reçoit le statut de ville en 1972. en mai 2016 la ville est rebaptisée Horichni Plavni.
Horichni Plavni est la ville de l'oblast de Poltava qui compte la plus forte proportion de Russes (19,6 pour cent en 2001). Lors de l'élection présidentielle de 2004, la population a majoritairement voté en faveur de Viktor Ianoukovytch, candidat du Parti des régions, contrairement à la tendance générale dans l'oblast de Poltava.

## Population
Recensements (* ) ou estimations de la population :
| 1961 | 1970*  | 1979*  | 1989*  | 2001*  |
| ---- | ------ | ------ | ------ | ------ |
| 658  | 14 555 | 37 909 | 51 645 | 51 740 |

| 2009   | 2010   | 2011   | 2012   | 2013   |
| ------ | ------ | ------ | ------ | ------ |
| 51 908 | 51 959 | 51 866 | 51 743 | 51 730 |

## Économie
L'extraction et l'enrichissement du minerai de fer est la principale activité de Horichni Plavni. Elle est réalisée par le Poltavskyï Hirnytcho-zbahatchouvalnyï Kombinat, en abrégé PHZK (en ukrainien : Полтавський гiрничо-збагачувальний комбінат, ПГЗК), qui emploie 9 450 salariés (2007).

## Sport
Le Hirnyk-Sport Horichni Plavni évolue en seconde division.